# Gruppo del Dorado
Il Gruppo del Dorado è generalmente incluso tra i gruppi di galassie, anche se sarebbe probabilmente più corretto considerarlo un ammasso di galassie, data la sua notevole estensione.

## Studi
Nel tempo sono stati condotti numerosi studi tesi a chiarire la composizione di questo gruppo.
Nel 1982, John Peter Huchra e Margaret J. Geller identificarono 18 galassie come componenti del Gruppo del Dorado; uno di questi membri è stato in seguito eliminato.
Nel 1989 Maia e Da Costa portarono a 46 il numero delle galassie facenti parte del gruppo.
Tra il 1990 e il 1991, Henry C. Ferguson e Allan Sandage hanno identificato altri 34 possibili candidati con magnitudine superiore a 19 e hanno eliminato un membro della lista di Maia, portando il totale a 79 galassie.
Nel 1993, A.M. Garcia identificò due gruppi distinti tra le galassie elencate negli studi precedenti. Secondo Garcia, 7 galassie fanno parte del Gruppo di NGC 1566 (NGC 1536, NGC 1566, NGC 1581, NGC 1596, NGC 1602, IC 2058 e ESO 157-30), mentre le 5 altre galassie fanno parte del Gruppo di NGC 1533 (NGC 1543, NGC 1546, NGC 1549, NGC 1553 e NGC 1574). La distanza delle galassie del Gruppo di NGC 1566 è di 21,5 Mpc, mentre quella del Gruppo di NGC 1553 è di 16,1 Mpc.
Nel 2005, Kilborn elencò 24 galassie come componenti del Gruppo di NGC 1566. Tutte le galassie dei due gruppi elencate da Garcia compaiono anche nella lista di Kilborn.

## Descrizione
Il gruppo comprende galassie situate nelle costellazioni del Dorado, del Reticolo e del Pittore.
La distanza media tra il centro di massa di questo gruppo e la nostra Via Lattea è di circa 60 milioni di anni luce (18,3 Mpc).

## Membri
I membri principali del Gruppo del Dorado si trovano nel sottogruppo di NGC 1566. La tabella sottostante elenca le 24 galassie indicate nell'articolo di Kilborn.
| Nome               | Costellazione | Classificazione | Tipo                   | RA (J2000.0)  | DEC (J2000.0) | Velocità radiale (km/s) | Magnitudine apparente | Distanza (Mpc) | Dimensioni (kal) |
| ------------------ | ------------- | --------------- | ---------------------- | ------------- | ------------- | ----------------------- | --------------------- | -------------- | ---------------- |
| IC 2049            | Reticolo      | SAB(s)d?        | Spirale intermedia     | 04h 12m 04.3s | -58° 33′ 25″  | 1479 ± 7                | 14,2                  | 21,5 ± 1,5     | 54               |
| NGC 1536           | Reticolo      | SB(s)c pec?     | Spirale barrata        | 04h 10m 59.8s | -56° 28′ 50″  | 1217 ± 13               | 12,5                  | 17,7 ± 1,3     | 42               |
| NGC 1543           | Reticolo      | (R)SB0^0(s)     | Lenticolare            | 04h 12m 43.2s | -57° 44′ 17″  | 1176 ± 7                | 10,5                  | 17,2 ± 1,2     | 251              |
| LSBG F157-081      | Reticolo      | Irr             | Irregolare             | 04h 27m 13.7s | -57° 25′ 42″  | 1215 ± 7                | 16,72 ± 0,12          | 17,9 ± 1,3     | ?                |
| NGC 1533           | Dorado        | SB0^-           | Lenticolare            | 04h 09m 51.8s | -56° 07′ 06″  | 790 ± 5                 | 10,7                  | 11,4 ± 0,8     | 98               |
| IC 2038            | Dorado        | Sd pec?         | Spirale                | 04h 08m 53.7s | -55° 59′ 22″  | 712 ± 52                | 14,8                  | 10,2 ± 1,1     | 76               |
| APMBGC 157+016+068 | Dorado        | Irr             | Irregolare             | 04h 22m 51.7s | -56° 13′ 39″  | 1350 ± 4                | 16,32 ± 0,12          | 19,8 ± 1,4     | ?                |
| NGC 1546           | Dorado        | (R)S(rs)a?      | Spirale                | 04h 14m 36.5s | -56° 03′ 39″  | 1284 ± 14               | 10,9                  | 18,7 ± 1,3     | 84               |
| IC 2058            | Dorado        | Sd?             | Spirale                | 04h 17m 54.3s | -55° 55′ 58″  | 1379 ± 1                | 12,9                  | 20,2 ± 1,4     | 85               |
| IC 2032            | Dorado        | IAB(s)m pec?    | Irregolare magellanica | 04h 07m 03.0s | -55° 19′ 26″  | 1068 ± 7                | 14,1                  | 15,4 ± 1,1     | 28               |
| NGC 1566           | Dorado        | (R'_1)SAB(rs)bc | Spirale intermedia     | 04h 20m 00.4s | -54° 56′ 16″  | 1504 ± 2                | 9,7                   | 22,0 ± 1,5     | 118              |
| NGC 1596           | Dorado        | SA0?            | Lenticolare            | 04h 27m 38.1s | -55° 01′ 40″  | 1510 ± 8                | 11,2                  | 22,2 ± 1,6     | 126              |
| NGC 1602           | Dorado        | IB(s)m pec?     | Irregolare magellanica | 04h 27m 55.0s | -55° 03′ 08″  | 1568 ± 8                | 13,0                  | 23,1 ± 1,6     | 54               |
| NGC 1515           | Dorado        | SAB(s)bc        | Spirale intermedia     | 04h 04m 02.7s | -54° 06′ 00″  | 1175 ± 7                | 11,2                  | 16,9 ± 1,2     | 135              |
| NGC 1522           | Dorado        | (R')S0^0? pec   | Lenticolare            | 04h 06m 07.9s | -52° 40′ 06″  | 898 ± 7                 | 13,6                  | 12,9 ± 0,9     | 20               |
| ESO 118-019        | Reticolo      | S0^0p           | Lenticolare            | 04h 18m 59.5s | -58° 15′ 27″  | 1239 ± 45               | 13,73 ± 0,09          | 18,2 ± 1,4     | 29               |
| ESO 157-030        | Dorado        | E4?             | Ellittica              | 04h 27m 32.6s | -54° 11′ 48″  | 1471 ± 28               | 13,29 ± 0,09          | 21,6 ± 1,6     | 47               |
| ESO 157-047        | Dorado        | S0/a? pec sp    | Lenticolare            | 04h 39m 19.1s | -54° 12′ 41″  | 1655 ± 10               | 14,92 ± 0,09          | 24,5 ± 1,7     | 40               |
| ESO 157-049        | Pittore       | S?              | Spirale                | 04h 39m 36.9s | -53° 00′ 46″  | 1678 ± 5                | 12,57 ± 0,03          | 24,8 ± 1,7     | 59               |
| IC 2085            | Dorado        | S0^0^ pec       | Lenticolare            | 04h 31m 24.2s | -54° 25′ 01″  | 982 ± 10                | 13,1                  | 14,5 ± 1,0     | 57               |
| NGC 1549           | Dorado        | E0-1            | Ellittica              | 04h 15m 45.1s | -55° 35′ 32″  | 1256 ± 12               | 9,8                   | 18,3 ± 1,3     | 208              |
| NGC 1553           | Dorado        | SA(rl)0^0       | Lenticolare            | 04h 16m 10.5s | -55° 46′ 49″  | 1080 ± 11               | 9,4                   | 15,7 ± 1,1     | 183              |
| NGC 1574           | Reticolo      | SA0^-(s)?       | Lenticolare            | 04h 21m 58.8s | -56° 58′ 29″  | 1041 ± 16               | 10,4                  | 15,3 ± 1,1     | 90               |
| NGC 1581           | Dorado        | S0-             | Lenticolare            | 04h 24m 44.9s | -54° 56′ 31″  | 1600 ± 27               | 12,9                  | 23,5 ± 1,7     | 56               |
| NGC 1617           | Dorado        | SB(s)a          | Spirale barrata        | 04h 31m 39.5s | -54° 36′ 08″  | 1069 ± 19               | 10,4                  | 15,8 ± 1,1     | 87               |
| PGC 429411         | Reticolo      | Irr             | Irregolare             | 04h 01m 15.2s | -53° 29′ 23″  | 1135 ± 40               | 15,14 ± 0,34          | 16,3 ± 1,3     | ?                |

Il sito DeepskyLog permette di trovare agevolmente le costellazioni in cui sono situate le galassie; in alternativa si possono utilizzare le coordinate delle galassie per individuarle. Se non altrimenti indicato, le coordinate sono quelle fornite dal sito NASA/IPAC (National Aeronautics and Space Administration / Infrared Processing and Analysis Center).

## Galleria d'immagini
Due delle 4 galassie più importanti del Gruppo di NGC 1566 (Telescopio spaziale Hubble)

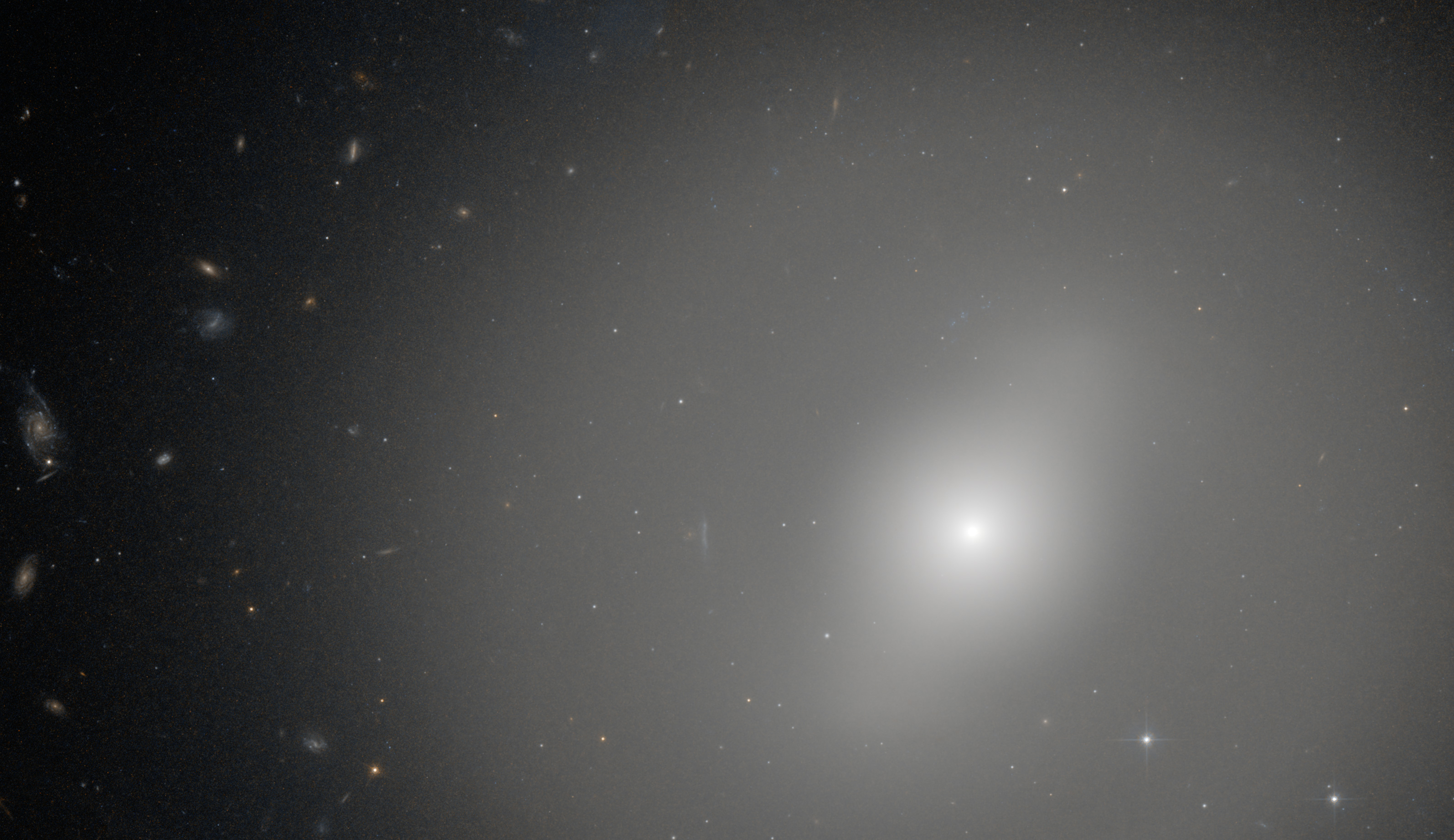
NGC 1533
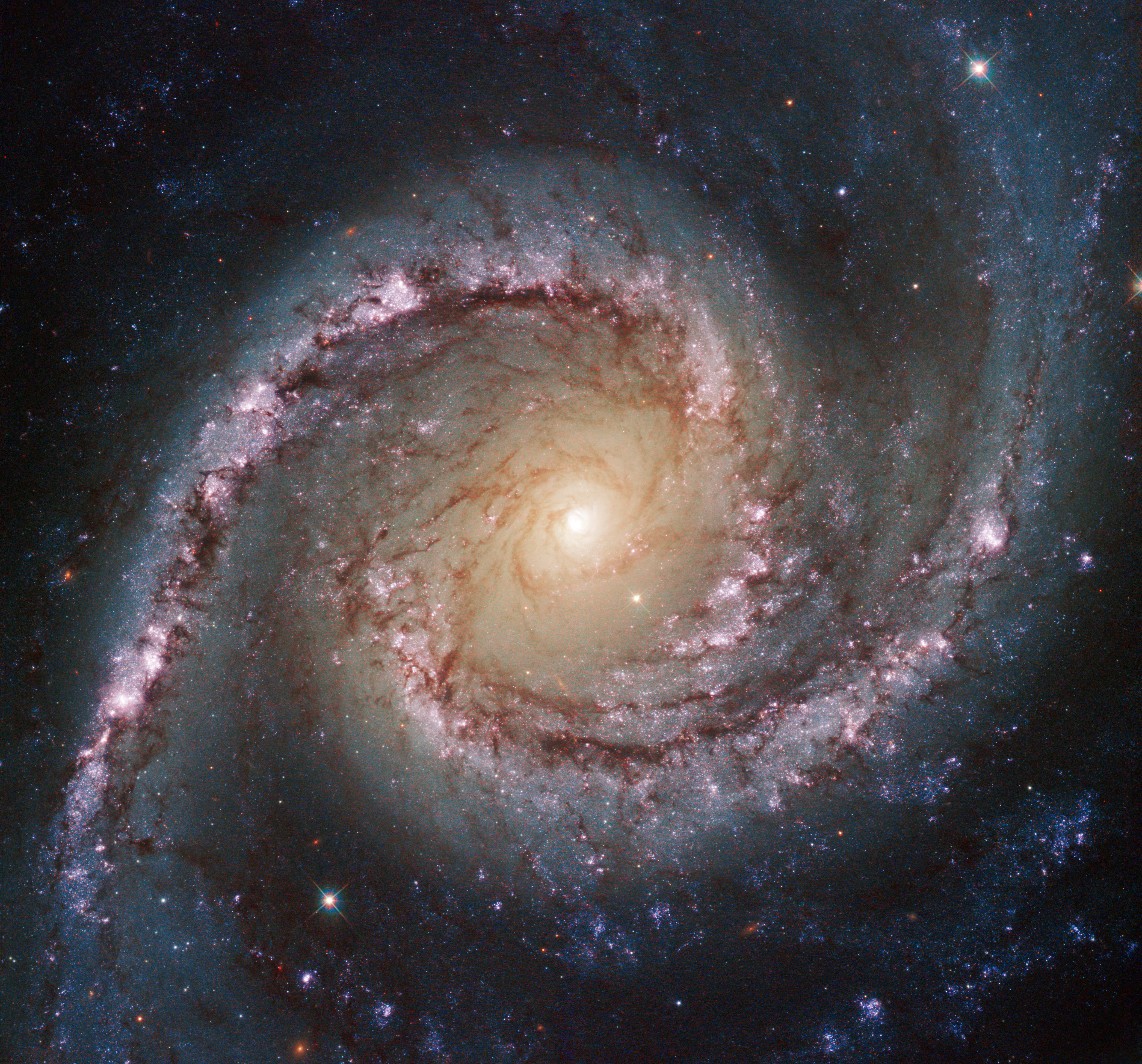
NGC 1566